# Aristida rufescens
Aristida rufescens är en gräsart som beskrevs av Ernst Gottlieb von Steudel. Aristida rufescens ingår i släktet Aristida och familjen gräs. Inga underarter finns listade i Catalogue of Life.